# リュドヴィク・マニャン
リュドヴィク・マニャン（Ludovic Magnin、「マグニン」（英語発音）、「マニン」とも、1979年4月20日 - ）は、スイス・ローザンヌ出身の元同国代表サッカー選手、サッカー指導者。現役時代のポジションはディフェンダー。

## 経歴
6歳の時にFCエシャランの育成組織に入り、17歳まで所属。その後、生まれ故郷のFCローザンヌ・スポルトで1年ほど過ごし、当時スイスリーグの2部に所属していた小クラブ・イヴェルドン＝スポールFCに移籍。3年間をこのクラブで過ごした彼に転機が巡ってきたのは2000年になってからの事である。2000年の夏の移籍でACルガーノの目に留まったマニャンは移籍を決断、既にイヴェルドンで結果を残していた彼はその年の8月16日に対ギリシャ戦で代表デビューも果たした。
ACルガーノに1年半在籍し、レギュラーの地位を盤石のものとしていたマニャンはさらなるステップアップを求め、ドイツ・ブンデスリーガの強豪、ヴェルダー・ブレーメンに2001-2002シーズン途中で移籍。レギュラーを掴むまでには至らなかったが、UEFAチャンピオンズリーグにも出場するなど着実にキャリアを重ねていく。ブレーメン在籍中にはEURO2004の代表メンバーにも名を連ねた。
2005-2006シーズンからはVfBシュトゥットガルトへフリーで移籍し、フィリップ・ラームの移籍した穴を埋めるプレーを披露。ドイツ・ワールドカップ欧州予選にも出場し続け、その安定したプレーが認められる形で、予選を勝ち抜いたスイス代表の本戦出場メンバーにも招集される。4試合中3試合に左サイドバックとして出場したマニャンは、この大会本戦で一度も失点を味わうことのなかった唯一のチームの一員として活躍を見せた(チームは対ウクライナ戦でPK戦の末、決勝トーナメント一回戦敗退)。
2009-2010シーズンは、左サイドバックのレギュラー争いに敗れ、2010年1月にFCチューリッヒへ移籍。ここでも極度のスランプに陥り、2010 FIFAワールドカップのエントリーメンバー入りはならなかったが、同ポジションのクリストフ・スピッヒャーが怪我で離脱したため、追加で選出された。
2012年8月27日、2012-13シーズン前に負った背中の怪我の影響により現役引退を決意。FCチューリッヒのジュニアチームのアシスタントコーチに就任すると発表された。

## 所属クラブ
- イヴェルドン＝スポールFC 1997 - 2000
- ACルガーノ 2000 - 2001.12
- ヴェルダー・ブレーメン 2002.1 - 2005
- VfBシュトゥットガルト 2005 - 2009.12
- FCチューリッヒ 2010.1 - 2012.8

## 代表歴

### 出場大会
- スイス代表
  - 2006 FIFAワールドカップ
  - 2010 FIFAワールドカップ

### 試合数
- 国際Aマッチ 62試合 3得点（2000年-2010年）[2]

| スイス代表 | 国際Aマッチ | 国際Aマッチ |
| 年         | 出場        | 得点        |
| ---------- | ----------- | ----------- |
| 2000       | 2           | 0           |
| 2001       | 1           | 0           |
| 2002       | 6           | 1           |
| 2003       | 2           | 0           |
| 2004       | 7           | 0           |
| 2005       | 9           | 1           |
| 2006       | 11          | 0           |
| 2007       | 10          | 1           |
| 2008       | 8           | 0           |
| 2009       | 5           | 0           |
| 2010       | 1           | 0           |
| 通算       | 62          | 3           |

## 指導歴
- FCチューリッヒ 2018.2 - 2020.9
- SCラインドルフ・アルタッハ 2022-

## タイトル

### 選手時代
ヴェルダー・ブレーメン
- ブンデスリーガ：1回（2003-04）
- DFBポカール：1回（2003-04）

VfBシュトゥットガルト
- ブンデスリーガ：1回（2006-07）